# Colby (Kumbria)
Colby – osada i civil parish w Anglii, w Kumbrii, w dystrykcie (unitary authority) Westmorland and Furness. Leży 45 km na południowy wschód od miasta Carlisle i 377 km na północny zachód od Londynu. W 2011 roku civil parish liczyła 129 mieszkańców.